# جارود شو
جارود شو (بالإنجليزية: Jarrod Shaw)‏ هو لاعب كرة قدم أمريكية أمريكي، ولد في 7 يناير 1988 في لافاييت في الولايات المتحدة.

## وصلات خارجية
- جارود شو على موقع مرجع كرة القدم المحترفة.كوم (الإنجليزية)